# Eugen Mihăescu
Eugen Grigore Mihăescu (ur. 24 sierpnia 1937 w Bukareszcie) – rumuński grafik, polityk, były senator, w 2007 deputowany do Parlamentu Europejskiego.

## Życiorys
Kształcił się w Instytucie Sztuk Pięknych "Nicolae Grigorescu". Do 1971 był dyrektorem artystycznym wydawnictw branżowych. Później do połowy lat 90. współpracował z amerykańskimi czasopismami "The New York Times", "The New Yorker" i "Time". Na początku lat 80. wykładał także w Pratt Institute. W 1993 został honorowym członkiem Academia Română.
W 1996 objął stanowisko radcy w ambasadzie Rumunii w Paryżu. Od 2000 do 2001 był doradcą prezydenta Iona Iliescu, następnie przez trzy lata stałym przedstawicielem przy UNESCO.
Zaangażował się w działalność Partii Wielkiej Rumunii. W latach 2004–2008 z jej ramienia zasiadał w rumuńskim Senacie.
Po przystąpieniu Rumunii do Unii Europejskiej 1 stycznia 2007 objął mandat eurodeputowanego jako przedstawiciel PRM w delegacji krajowej. Został wiceprzewodniczącym grupy Tożsamość, Tradycja i Suwerenność, a także członkiem Komisji Spraw Zagranicznych. Z PE odszedł 9 grudnia 2007, kiedy to w Europarlamencie zasiedli deputowani wybrani w wyborach powszechnych.